# Itame hulstiaria
Itame hulstiaria är en fjärilsart som beskrevs av Taylor 1906. Itame hulstiaria ingår i släktet Itame och familjen mätare. Inga underarter finns listade i Catalogue of Life.